# Svartnäbbad amazon
Svartnäbbad amazon (Amazona agilis) är en fågel i familjen västpapegojor inom ordningen papegojfåglar.

## Utseende och läte
Svartnäbbad amazon är en 25 cm lång helgrön papegoja. På huvudet är den fjällig, ibland med udda röda fjäderinslag. Handpennorna är blåaktiga och på handtäckarna syns en röd fläck. Stjärtfjädrarna är blåkantade med rött längst in på de yttre stjärtpennorna. Näbben är, som namnet avslöjar, svart. Liknande gulnäbbad amazon som också förekommer på Jamaica är större med gul näbb och vitt i ansiktet. Bland lätena hörs olika skrin och trumpetanden, alla ljusare än gulnäbbad amazon.

## Utbredning och status
Fågeln förekommer endast på Jamaica. IUCN kategoriserar arten som starkt hotad.

## Taxonomi och namn
Svartnäbbad amazon beskrevs taxonomiskt som art av Linné 1758. Det vetenskapliga artnamnet agilis betyder "rörlig". Släktesnamnet Amazona, och därmed det svenska gruppnamnet, kommer av att Georges-Louis Leclerc de Buffon kallade olika sorters papegojor från tropiska Amerika Amazone, helt enkelt för att de kom från området kring Amazonfloden. Ursprunget till flodens namn i sin tur är omtvistat. Den mest etablerade förklaringen kommer från när kvinnliga krigare attackerade en expedition på 1500-talet i området ledd av Francisco de Orellana. Han associerade då till amasoner, i grekisk mytologi en stam av iranska kvinnokrigare i Sarmatien i Skytien. Andra menar dock att namnet kommer från ett lokalt ord, amassona, som betyder "förstörare av båtar".

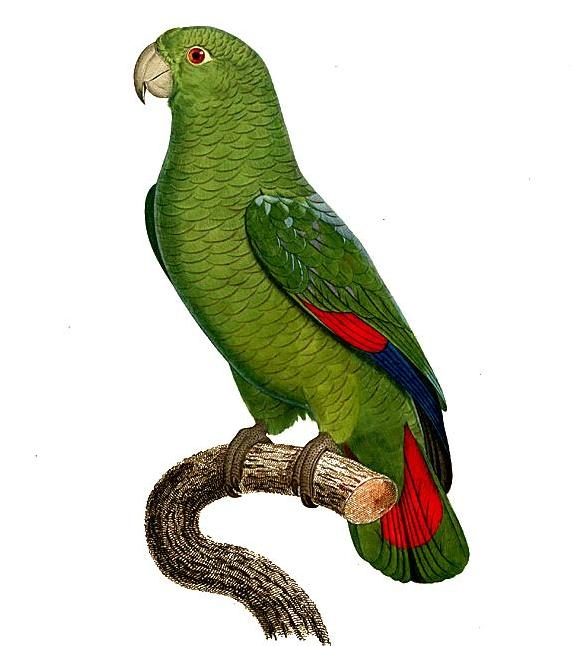